# Samuel Alfred Craig

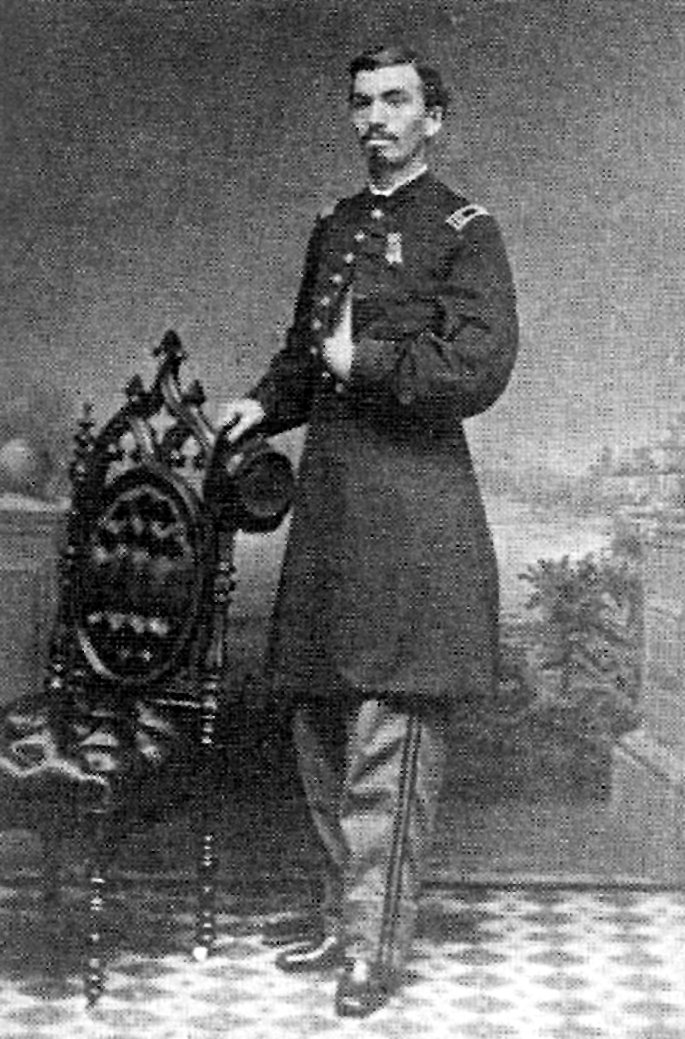
Samuel Alfred Craig

Samuel Alfred Craig (* 19. November 1839 in Brookville, Jefferson County, Pennsylvania; † 17. März 1920 ebenda) war ein US-amerikanischer Politiker. Zwischen 1889 und 1891 vertrat er den Bundesstaat Pennsylvania im US-Repräsentantenhaus.

## Werdegang
Samuel Craig besuchte die öffentlichen Schulen seiner Heimat und danach das Jefferson College in Canonsburg. Er absolvierte eine Lehre im Druckerhandwerk und unterrichtete zeitweise auch als Lehrer. Während des Bürgerkrieges diente er im Heer der Union, in dem er bis zum Hauptmann aufstieg. Außerdem gehörte er dem Veteran Reserve Corps an. Nach einem Jurastudium und seiner 1876 erfolgten Zulassung als Rechtsanwalt begann er in Brookville in diesem Beruf zu arbeiten. Im Jahr 1878 wurde er Bezirksstaatsanwalt im dortigen Jefferson County.
Politisch schloss sich Craig der Republikanischen Partei an. Bei den Kongresswahlen des Jahres 1888 wurde er im 21. Wahlbezirk von Pennsylvania in das US-Repräsentantenhaus in Washington, D.C. gewählt, wo er am 4. März 1889 die Nachfolge von Welty McCullogh antrat. Da er im Jahr 1890 von seiner Partei nicht zur Wiederwahl nominiert wurde, konnte er bis zum 3. März 1891 nur eine Legislaturperiode im Kongress absolvieren.
Nach dem Ende seiner Zeit im US-Repräsentantenhaus praktizierte Samuel Craig wieder als Anwalt in Brookville, wo er am 17. März 1920 verstarb.